# Trachymene villosa
Trachymene villosa är en flockblommig växtart som beskrevs av George Bentham. Trachymene villosa ingår i släktet Trachymene och familjen flockblommiga växter. Inga underarter finns listade i Catalogue of Life.